# ペルシャ行進曲
ペルシャ行進曲（Persischermarsch） 作品289は、ヨハン・シュトラウス2世が作曲した行進曲。『ペルシア行進曲』とも表記される。

## 概要
1864年の6月に作曲され、完成後はペルシャ（現在のイラン）の国王（シャー）、ナーセロッディーン・シャーに捧げられた。シュトラウス2世の但し書きによれば、トリオ部分は「ペルシャのオリジナル・メロディ」であるという。この当時のロシアはイギリスとの対抗上、親ペルシャ政策をとっており、ロシア皇帝アレクサンドル2世に招かれて、ペルシャ王がパヴロフスクに訪れたといわれている。
ロシアでの作品のタイトルは「ペルシャ陸軍行進曲」だったが、同年の12月4日にウィーンのフォルクスガルデンで催された慈善演奏会では、現在のタイトルで初演が行われた。なお、ペルシャ王が初めてウィーンに訪れるのはその9年後の1873年のことである。

## 関連作品
- スペイン行進曲
- エジプト行進曲